# Малък снегобегач
Малкият снегобегач (Chionis minor) е вид птица от семейство Chionididae.

## Разпространение и местообитание
Разпространен е във Френски южни и антарктически територии, Хърд и Макдоналд и Южна Африка.